# Jiu

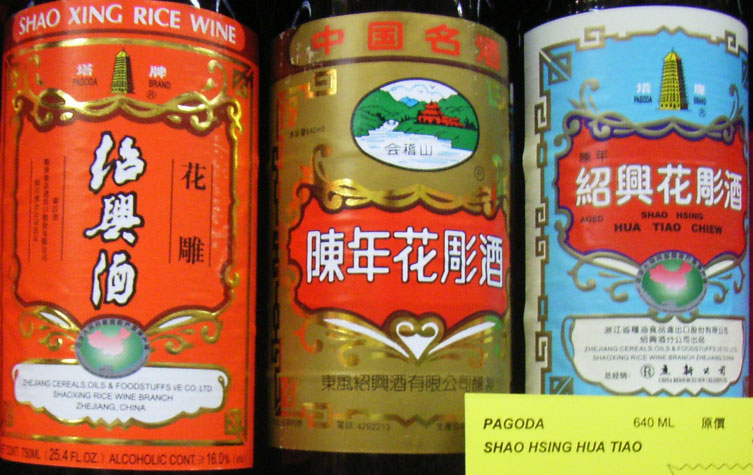
Etiquetas de garrafas de vinho chinês.

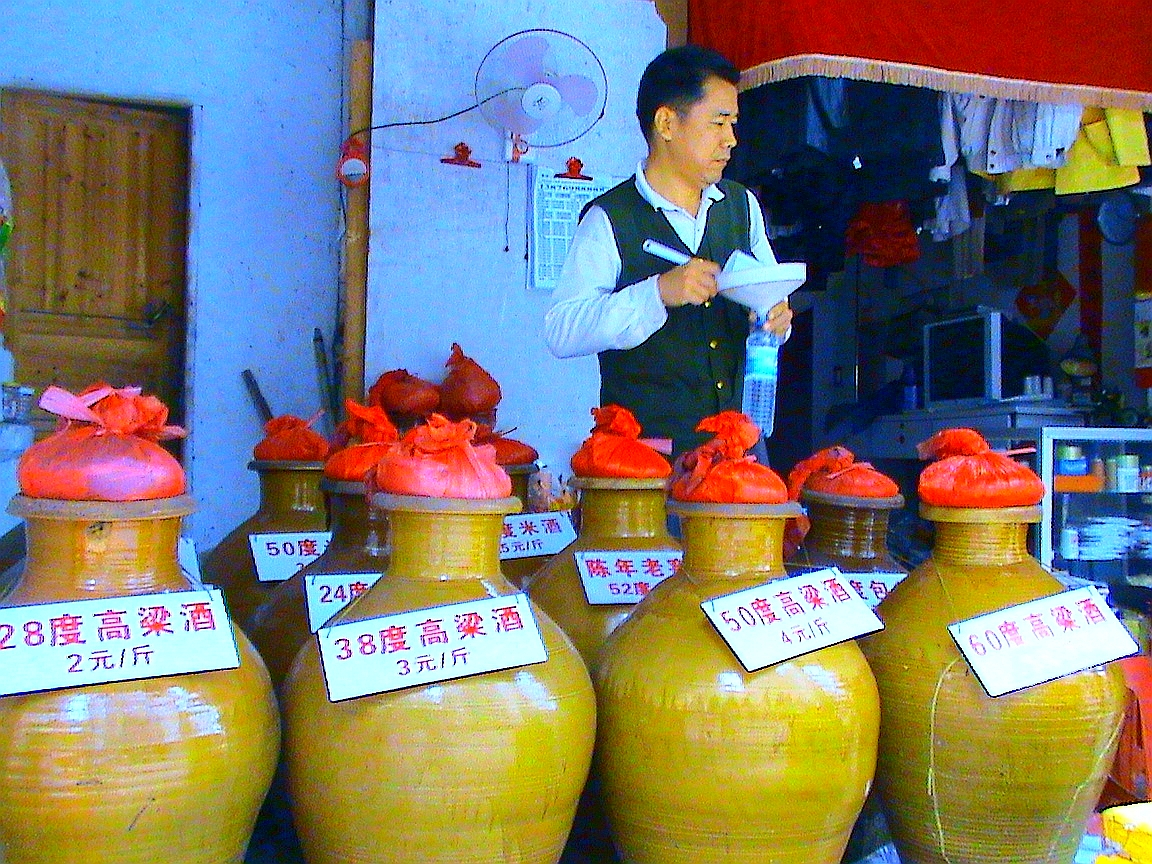

Jiu (chinês simplificado e tradicional: 酒, pinyin: jiǔ, lit. ‘alcohol’ e tradicional: 酒, pinyin: jiǔ, literalmente «álcool») é a palavra em chinês que denomina todas as bebidas alcoólicas. Esta palavra com frequência é traduzida como "vinho", apesar de seu significado ser mais parecido com "bebida alcoólica" ou "licor." O mesmo caractere chinês é usado no japonês, onde se pronuncia sake ou shu, e em coreano, onde lho pronuncia "ju."
As duas variedades principais de vinhos chineses são vinhos fermentados (chinês simplificado: 黄酒, chinês tradicional: 黃酒, pinyin: huángjiǔ, literalmente «licor amarelo»), os quais podem ser de cor clara, bege, ou marrom avermelhado; e licores destilados (chinês simplificado: 黄酒, chinês tradicional: 黃酒, pinyin: huángjiǔ, lit. ‘licor amarillo’ e tradicional: 白酒, pinyin: bái jiǔ, literalmente «licor alvo», os quais são geralmente líquidos claros.  Apesar de não ser um produto tradicional, o vinho de uva (chinês simplificado e tradicional: 葡萄酒, pinyin: pútáojiǔ, lit. ‘vino de uva’ e tradicional: 葡萄酒, pinyin: pútáojiǔ, literalmente «veio de uva») foi mencionado pela primeira vez em poemas chineses clássicos da dinastía Tang faz 1000 anos. A partir de 1900 a produção e consumo na China tem crescido de forma significativa por causa de uma maior influência da cultura ocidental.
Tradicionalmente os vinhos chineses são aquecidos antes de ser consumidos. O licor é aquecido a temperaturas entre os 35 a 55 graus Celsius, muito abaixo do ponto de ebulição do etanol. Ao aquecer os licores apreciam-se melhor seus aromas sem perder demasiado álcool. A melhor temperatura para aquecer depende do tipo de vinho e da preferência do bebedor.

## Variedades

### Huangjiu (bebidas fermentadas)
Os vinhos chineses fermentados, denominados huangjiu (chinês simplificado: 黄酒, chinês tradicional: 黃酒, pinyin: huángjiǔ: 黄酒, chinês tradicional: 黃酒, pinyin: huángjiǔ, literalmente ‘vinho amarelo’ ou ‘licor amarelo’), são obtidos diretamente de grãos como o arroz ou o trigo. Estes licores possuem um conteúdo de álcool inferior a 20%, por causa da inibição que se produz na fermentação do etanol a esta concentração. Tradicionalmente estes vinhos são pasteurizados, envelhecidos, e filtrados antes de serem engarrafados para a venda aos consumidores. É possível destilar o Huangjiu para produzir baijiu (ver abaixo).
Os Huangjiu são classificados considerando vários fatores. Entre eles se encontra a secura do licor, o fermento utilizado em sua produção, e o método de produção.

### Baijiu (bebidas destiladas)
Os licores destilados chineses identificam-se baixo a denominação genérica de baijiu (chinês: 白酒, pinyin: báijiǔ chinês: 白酒, pinyin: báijiǔ, lit. "licor branco" ou "vinho branco"). Os licores brancos são comumente chamados shaojiu (烧酒; pinyin: shāojiǔ; lit. "licor quente" ou "licor queimado"), tanto pela sensação que deixam na boca ao ser consumidos, como pelo fato de que em geral são aquecidos antes de ser ingeridos, ou por ser aquecidos durante a destilação.  Dado que os licores deste tipo obtêm-se por destilação contêm geralmente um conteúdo superior ao 30% de álcool em volume.  Existem muitas variedades de licores destilados, com ou sem aroma.
Ainda que exista uma uma ampla variedade de métodos de classificação para os licores amarelos, os licores brancos agrupam-se basicamente por suafragrância.

## Produção

### Ingredientes
Os três ingredientes principais que contribuem para determinar as características particulares dos vinhos chineses são os grãos, a água, e o fermento do licor. Também se usam outros ingredientes que modificam a cor ou o sabor do produto final .

#### Grãos
Os vinhos chineses tradicionalmente têm sido produzidos com grãos. Os vinhos das regiões no sul da China são tipicamente feitos só com arroz glutinoso, enquanto os do norte da China são feitos predominantemente com trigo, cevada, milheto, sorgo. Os vinhos mais famosos do norte da China são feitos utilizando uma mistura de arroz e outros grãos.
Aos grãos a ser utilizados na produção de bebidas se tira o gérmen e seu  casca externa ou farelo. Os grãos são demolhados e acidificados com a ajuda de lactobaccilus ou agregando ácido láctico no líquido onde se demolham. A acidificação realiza-se para prevenir o crescimento de outros micróbios nos grãos, os quais poderiam levar a perder o licor se lhe estragarem o sabor ou o podem tornar venenoso. Este processo outorga-lhe a muitos vinhos chineses um sabor e sensação no paladar distintivo comparado com o de outros tipos de vinhos de arroz.

#### Água
A água é também um componente importante na elaboração de vinho chinês. Isto não se deve só a que se utiliza para hidratar os grãos e permite que a fermentação tenha lugar, mas também porque contribui ao aroma e a qualidade do licor, dependendo de seu pH e conteúdo mineral. Muitas regiões produtoras de vinho chinesas são famosas não só por seus vinhos mas também pela fragância e qualidade de suas fontes de água.
Põe-se ênfase em obter a água mais pura diretamente de arroios ou fontes, ou da zona central dos lagos onde a água tem sido menos exposta à poluição. A água utilizada em produzir vinhos chineses deve ter um baixo conteúdo de ferro e sódio, com um maior conteúdo de íons de magnésio e cálcio como parte de seu conteúdo mineral total.

#### Fermento do licor
O fermento de licor, também é conhecido como "torta inicial" (麴餅; pinyin: qū bǐng) ou "medicina de licor" (酒药; pinyin: qū bǐng: jiǔ yaò). Os fermentos de licor para os vinhos chineses são tortas ou massas que contêm uma mistura complexa de vários fermentos, mofos, e bactérias, os quais se utilizam para inocular os grãos. O fermento converte os amidos dos grãos em açúcares, e os açúcares em etanol. Certos fermentos também acidificam a mistura de grãos. A cada produtor utiliza um tipo diferente de torta de fermento que tem sido produzido em suas instalações a partir de fermentos alojados, os quais são transferidos de geração em geração. As fábricas maiores com frequência utilizam cultivos puros da cada organismo no fermento em vez das tortas de fermentos.
Existem três tipos principais de fermentos:
- Fermento menor (chinês: 小麴, 小曲; pinyin: xiǎou qū): Arroz que tenha sido cultivado predominantemente com cepas de bolores (fungos) dos géneros Rhizopus (chinês: 小麴菌, pinyin: xiǎou qū jùn or 根霉菌, pinyin: gēn meí jùn) e Mucor (chinês: 毛霉菌, pinyin: maó meí jùn), como também fermento e outras bactérias. A mistura não produz tanto calor, pelo que lhas utiliza pelo geral nas zonas tropicais do sul da China.
- Fermento maior (chinês: 酒麴, 酒曲; pinyin: jiǔ qū, ou 麥麴, 麦曲; pinyin: maì qū): Arroz que tenha sido cultivado predominantemente com Aspergillus oryzae (chinês: 麴菌, 麴霉菌, 曲霉菌, pinyin: qū meí jùn, japonês: 麹菌, koji-kin) , e outras cepas de mofos, fermento, e bactéria. Quase todas as bebidas alcoólicas chinesas são deste tipo. O vinho produzido a partir de um fermento menor, é pelo geral completado utilizando um fermento maior para melhorar seu aroma.
- Fermento vermelho (chinês: 紅麴, 红曲; pinyin: hóng qū): Arroz que tenha sido cultivado com fermentos e Monascus purpureus (chinês: 紅曲菌, pinyin: hóng qū jùn) ou outras cepas da arroz vermelho do género Monascus. Este fermento outorga-lhe ao vinho uma cor vermelha púrpura, e utiliza-se para dar aos vinhos uma cor e aroma distintivo.

O fermento mistura-se com água utilizando-se unicamente o produto filtrado da mistura, ou bem se seca o fermento, lho mói, e se aplica diretamente como pó seco. Apesar de que o processo de fabricação requer o uso de um só fermento, muitos vinhos chineses são obtidos a partir de licores obtidos a partir de dois ou mais fermentos.

#### Saborizantes e aromatizantes
Os vinhos chineses ocasionalmente podem ser produzidos ou aromatizados com frutas, ainda que isto não seja muito comum (esta prática está mais difundida nos vinhos coreanos). Ao invés disso, é mais usual agregar ervas medicinais e especiarias ao vinho chinês. Estes aditivos não só lhe outorgam uma cor vermelha, marrom, ou esverdeada, mas também modificam o sabor e aroma do licor. Existem alguns processos de produção que permitem produzir vinhos de cores escuras sem a necessidade de agregar ervas.

### Preparação da massa inicial
Antes da preparação propriamente dita do licor, separa-se uma pequena quantidade de grão para preparar a massa inicial (酒母; pinyin: jiǔ mǔ). A massa inicial prepara-se demolhando e acidificando o arroz glutinoso junto com outros grãos e pondo ao vapor em malhas ou grades por alguns minutos. Desta forma os grãos se cozem e transforma-se o amido em uma forma gelatinosa que é mais adequada para começar o fermento inicial.
A temperatura de inoculação dos grãos passados por vapor é controlada, dado que modifica o sabor do vinho. Pelo geral isto se faz quando o grão é esfriado o molhando com água fria e esfriado a uma temperatura entre 23 e 28 graus Celsius, a que se considera a temperatura ótima de fermento da massa inicial. Agrega-se primeiro o fermento menor deixando-se a massa por dois dias para que comece a sacarificação, acidificação, e fermentação dos grãos. Em muitas licorerias do norte prefere-se utilizar o fermento maior.
A inoculação com a massa inicial liquidifica parcialmente os grãos vaporizados, o qual é o sinal para agregar o large starter como também mais água de maneira a formar um slurry espesso. Este slurry é mexido com cuidado pelo mestre cozinheiro para pegar ar e manter uma temperatura uniforme em toda a massa que está a ser fermentada. O slurry é mexido periodicamente durante uma semana. O slurry entra depois num processo de fermentação que se estende por um mês, depois da qual o pH da mistura terá diminuído até aproximadamente 3.4, e a concentração de álcool será de aproximadamente o 15 %. Esta é a massa inicial que será utilizada para preparar a massa principal.
Além de ser utilizada na preparação de licor, a massa inicial é com frequência preparada pelas famílias chinesas para ser ingerida ou bebida como uma sobremesa.